# حاج ابراهیم ده
حاج ابراهیم ده، روستایی از توابع بخش مرکزی شهرستان لنگرود در استان گیلان ایران است وهمچنین مزار سرهنگ پاسدار علی میرزایی در این محل میباشد.

## جمعیت
این روستا در دهستان دیوشل قرار دارد و براساس سرشماری مرکز آمار ایران در سال ۱۳۸۵، جمعیت آن ۲۲۲ نفر (۶۵خانوار) بوده‌است.